# Aérodrome de Marie-Galante
Pour les articles homonymes, voir GBJ.
L'aérodrome de Marie-Galante (code IATA : GBJ • code OACI : TFFM) est l'unique aérodrome de l'île de Marie-Galante de l'archipel de la Guadeloupe. Il a été construit dans les années 1950 à la Pointe des Basses sur le territoire de la commune de Grand-Bourg et assure le trafic de desserte aérienne entre l'île marie-galantaise et l'aéroport Guadeloupe - Pôle Caraïbes à Pointe-à-Pitre.

## Histoire
L'aérodrome est construit, en bordure de mer à l'extrémité sud de Marie-Galante, pour offrir une alternative à la seule desserte de l'île par bateau réalisée en général entre Pointe-à-Pitre et Grand-Bourg.
Ouvert en 1955, l'aérodrome de Marie-Galante dispose d'une piste de catégorie D, allongée en 1984, seconde plus grande de Guadeloupe après celle de l'aéroport de Pointe-à-Pitre Guadeloupe - Pôle Caraïbes, capable d'accueillir des aéronefs bipropulseurs de type ATR 42 ou Dash 8-Q400 mais ne pouvant pas recevoir de vols commerciaux depuis 2005 en raison de l'état de la piste, de l'absence de balisage lumineux et des infrastructures d'accueil.

### Accidents
Le 26 septembre 2016, un Cessna 172 en provenance de Saint-François (TFFC) s'est écrasé en mer au sud-ouest de l'île après une approche interrompue vers l'aérodrome. Le pilote et les deux passagers sont morts et l'épave a été localisée quelques semaines plus tard,,. Elle est sortie de l'eau le 21 octobre 2016.

### Problématiques administratives
L'aérodrome de Marie-Galante ne dispose, pour tous documents de protection ou de planification que de son arrêté d'ouverture à la CAP du 17 juin 1955, de la Convention État/département du 7 juillet 2003, de la reconnaissance de son service AFIS en date du 21 juin 2007 (plus de quarante ans après son ouverture) et d'un arrêté préfectoral de police du 1er septembre 1975. Cette situation pourrait engager la responsabilité du département ou de l'État en cas de contentieux avec des riverains (absence de plan de servitudes aéronautiques ou d'exposition au bruit et d'avant projet de plan de masse). Il semble que les services de l'État et les élus locaux n'aient pas accordé jusque-là une attention très soutenue aux problèmes et au suivi administratif de cet aérodrome.

## Description
La piste revêtue est en bon état, la couche d'usure ayant été reprise en 2007. Le balisage lumineux n'ayant pas été réparé lors des travaux de 2007, il reste donc hors-service et interdit toute utilisation de cet aérodrome de nuit ou pour des vols commerciaux. En 2021, des travaux de réfection de la piste sont entrepris (resurfaçage et asphaltage) avec en plus sa possible mise aux normes grâce à un balisage.
L'aérogare offre une surface utile de plus de 600 m2.

## Activités
L'activité était importante jusque dans les années 1990 avec des dessertes qui étaient régulières. Le déclin économique et démographique progressif de l'île depuis les années 1980, a entrainé avec lui celui des activités aéronautiques. Les dernières dessertes régulières (quatre par semaine) étaient assurées à la fin des années 2000 par Tropic Airlines. Depuis, la seule activité enregistrée est celle des aéronefs privés.
Après la décision unilatérales des élus d'interrompre les dessertes maritimes mi-mars 2020 dans le cadre de la crise sanitaire liée la pandémie de Covid-19, la préfecture de Guadeloupe a été contrainte de réquisitionner la compagnie Air Antilles Express pour assurer la continuité territoriale. Pendant plus de deux mois, jusqu'au 22 juin 2020, trois rotations par semaine ont été effectuées entre Pointe-à-Pitre (aéroport Guadeloupe - Pôle Caraïbes) et Marie-Galante.

## Accès et stationnement
L'aérodrome est situé à équidistance (6 km) de Grand-Bourg et Capesterre-de-Marie-Galante, sur la D 203, à la Pointe des Basses. Le parking face à l'aérogare compte une vingtaine de places de stationnement.